# Martin Enander
Per Martin Enander, född 29 februari 1956, är en svensk målare och läkare.

## Biografi
Enander har som konstnär utbildats vid Gustavus Primus Målarskola i Göteborg och Gerlesborgsskolan. Bland sina lärare framhåller Enander Arne Isacsson, Anders Wallin, Gunnel Moheim, Eva Lissinger och Håkan Lager. 
Han målade till att börja med i olja men numer är akvarell och akryl hans främsta media. Han har deltagit i ett stort antal utställningar i Sundsvall där han bott sedan 1980-talet men också på Öland där han bor under sommarhalvåret.
Enander är medlem i gruppen Åkerbokonstnärerna.